# Sibirisk trast
Sibirisk trast (Geokichla sibirica) är en fågel i trastfamiljen Turdidae. Den häckar som namnet avslöjar i Sibirien, österut från Jenisej, men även vidare till Japan. Vintertid flyttar den till Sydostasien. Fågeln är en mycket sällsynt gäst i Europa. Den tros minska i antal, men listas som livskraftig av IUCN.

## Utseende
Sibiriskt trast är jämnstor med taltrast och mäter 20–20,5 centimeter, med en vikt på 60–72 gram. Den har gula ben och mörk näbb. Den adulta hanen är mörkt gråblå och ser svart ut på håll. Buken har olika mycket vita inslag men centralt har den ett vitt brett streck på undersidan. Den har ett tydligt vitt ögonbrynsstreck. Stjärten har en vit yttre kant. Honan är olivbrun på ovansidan medan undersidan är gulvit med kraftiga mörka tvärfläckar. Den har beigt ögonbrynsstreck och submustaschstreck. 
Individer under första året har bruna toner på vingpennorna och är brunvattrad på kroppssidorna. Den har också otydligare ljust ögonbrynsstreck och ljus haka, örontäckare och submustaschstreck. Den svarta vingundersidan med breda dubbla vita band är slående hos båda könen i alla åldrar, men även guldtrast (Zoothera aurea) är tecknad på samma sätt. Underarten G. s. davisoni är mörkare än nominatformen och har mindre vitt på kanten av stjärten.

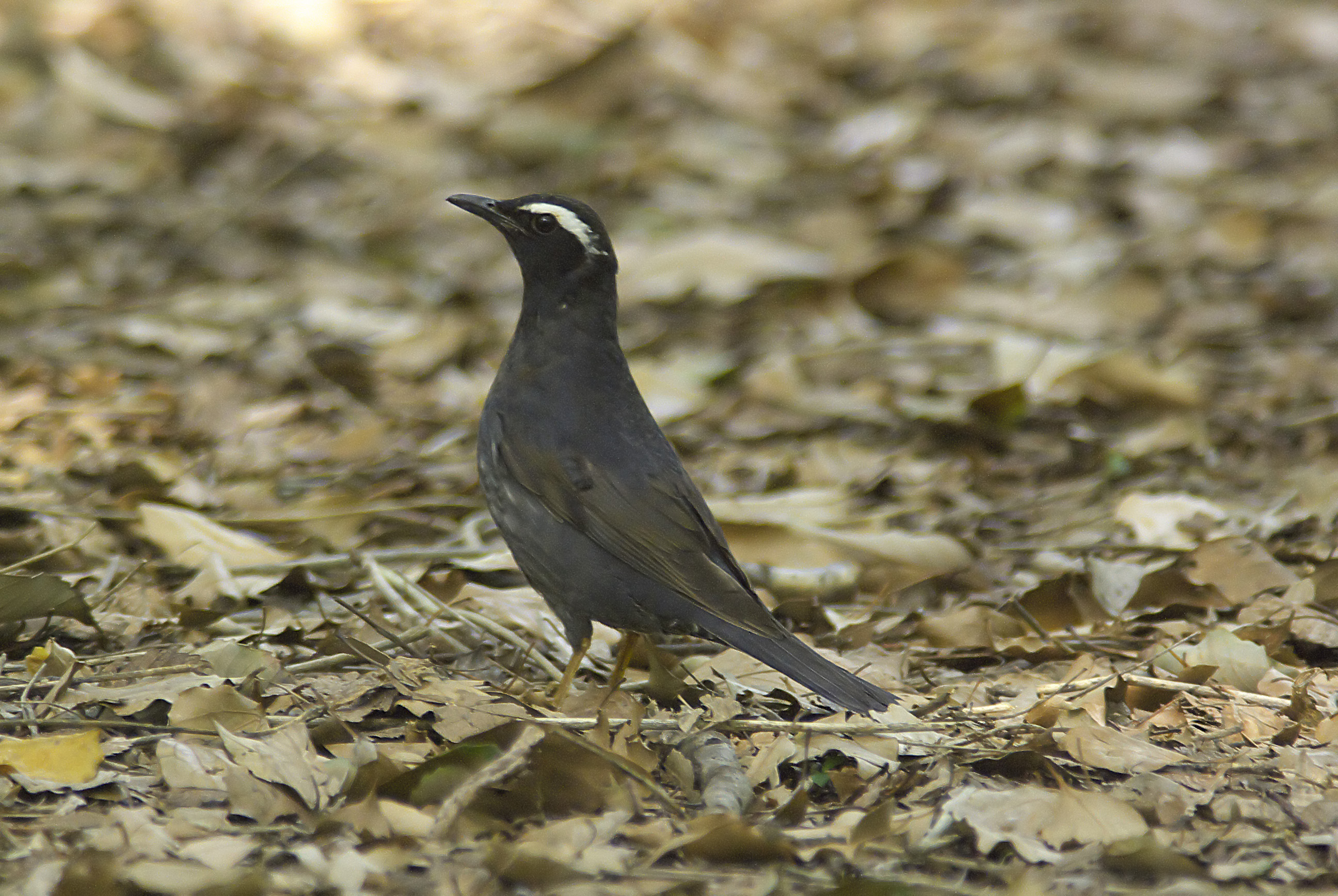

## Läte
Sången som avges från en hög sittplats består av en enkel, tvåtonig vissling, vanligen följt av en svagare ljusare ton, exempelvis "kiron-tsee" eller "kyoro-tsuii". Bland lätena hörs ljusa "tsi", vassare "zit" och i flykten ett darrande "siiiiih". Även högljudda "chirr" och varnande "chrssss" kan höras.

## Utbredning och taxonomi
Fågeln häckar på tajgan i Sibirien från floden Jenisej, österut till Magadan och söderut till Bajkalsjön, Ussuriland, nordöstra Kina, Sachalin, Hokkaido och Honshu. Den är en långflyttare och de flesta övervintrar i Sydostasien. Den delas upp i två underarter. G. s. davisoni (Hume, 1877) häckar i Sachalin och på Hokkaido och Honshu, medan nominatformen G. s. sibirica förekommer över större delen av det globala utbredningsområdet.

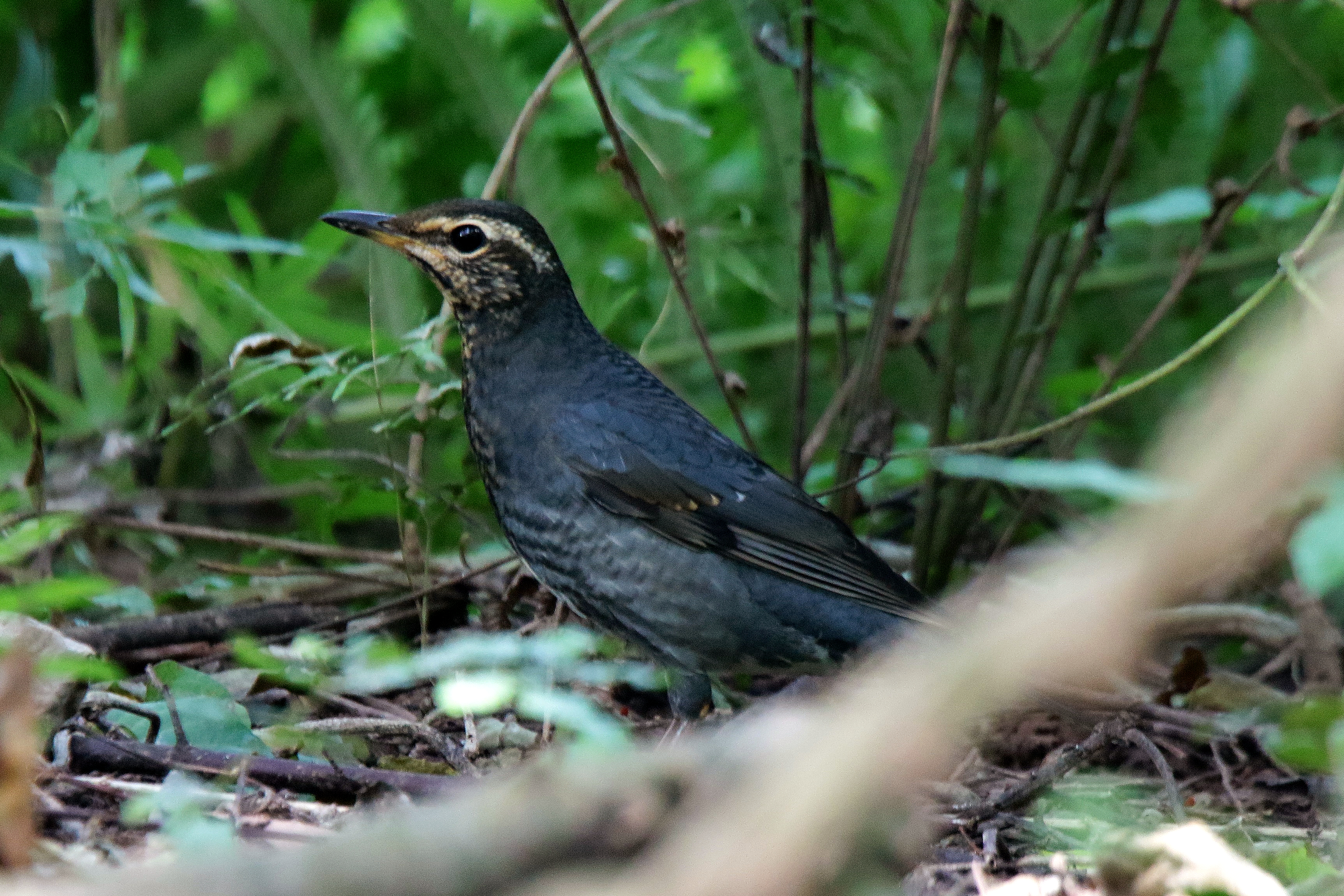

### Sibirisk trast i Europa
Sibirisk trast är en mycket sällsynt gäst i Västeuropa där den främst har uppträtt under höst och vinter. I Sverige har arten hittills påträffats med säkerhet endast en gång när den ringmärktes 11 september 1990 i Ottenby, Öland.

### Släktestillhörighet
Tidigare placerades arten i släktet Zoothera, men flera DNA-studier visar att sibirisk trast med släktingar står närmare bland andra trastarna i Turdus.

## Ekologi
Sibirisk trast uppträder mycket skyggt och häckar på lägre höjder i bergsskogar med blandad skog av lövfällande, städsegröna och barrträd. Längre norrut häckar den även i tajga. Den lever av en rad olika sorters insekter men äter även mask och bär.

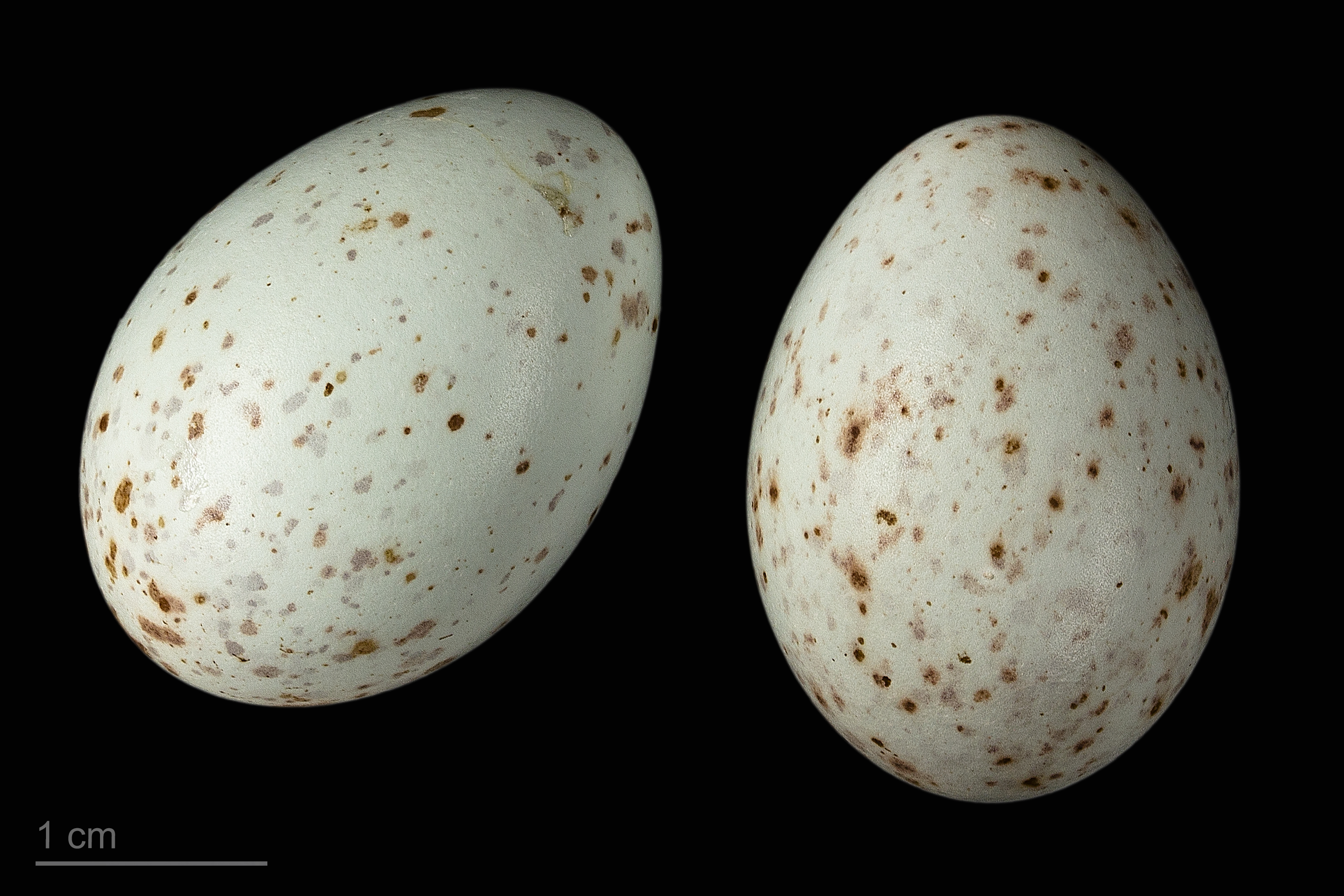
Ägg från sibirisk trast, av underarten davisoni

## Status och hot
Arten har ett stort utbredningsområde, men tros minska i antal, dock inte tillräckligt kraftigt för att den ska betraktas som hotad. Internationella naturvårdsunionen IUCN listar arten som nära hotad (LC).